# Stef Desmyter
Stef Desmyter is een Vlaams televisieregisseur. Hij is vooral bekend als regisseur van F.C. De Kampioenen.

## Carrière
Hij werkte als regisseur mee aan volgende producties:
- F.C. De Kampioenen (1996-1999)
- De Droomfabriek
- Alexander
- Sedes & Belli
- Katarakt
- Wolven
- De Ridder
- Ketnet King Size